# Måttfullheten (tarotkort)

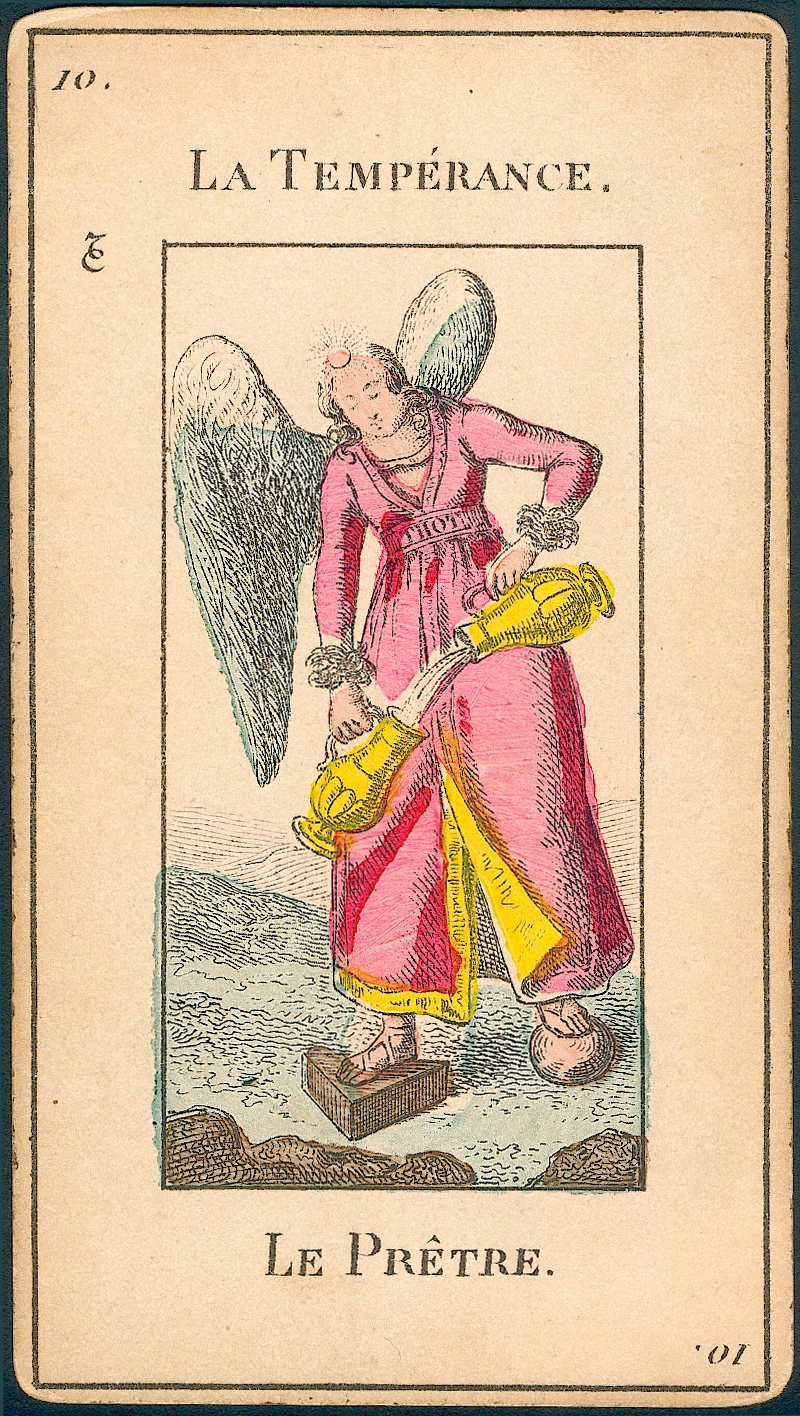
Måttfullheten som häller vatten mellan sina bägare och här med bägge fötter ovanför vattnet.

Måttfullheten är ett av de 78 korten i en tarotkortlek och är ett av de 22 stora arkanakorten. Kortet ses generellt som nummer 14. Rättvänt symboliserar kortet balans, fred, frid, tålamod, måtta, lugn och harmoni. Omvänt symboliserar kortet obalans, överskott, vårdslöshet, ytterligheter och brådska. Kortet föreställer generellt en ängel med vingar och oklar könstillhörighet. Ena foten har ängeln i vattnet framför den, medan den andra är på land. På sin klädnad har ängeln en triangel som kan tolkas som en anspelning på treenigheten. I sina händer håller ängeln två bägare och häller vatten från den ena till den andra. Kortets övergripande tema har varit relativt oförändrat genom historien, dock är det inte alltid en ängel på kortet. Kortet har också i vissa lekar kallats för Konst. Vissa menar att ängeln på kortet ska tolkas som ärkeängeln Gabriel.